# A Ghost of a Chance
Pour plus de détails, voir Fiche technique et Distribution.
A Ghost of a Chance (ステキな金縛り, Suteki na kanashibari) est un film japonais réalisé par Kōki Mitani, sorti en 2011.

## Synopsis
Emi Hosho, une avocate de troisième ordre sans grand avenir, est chargée de défendre Goro Yabe, un homme arrêté pour le meurtre de sa femme. Sans grand espoir de gagner, Yabe proclame son innocence, affirmant qu'il était victime d'une paralysie du sommeil au moment du meurtre. Emi se rend à l'auberge où Yabe a séjourné et rencontre le fantôme du samouraï déchu Rokubei Sarashina, qui affirme que c'est lui qui maintenait Yabe dans la paralysie du sommeil. Rokubei est amené au tribunal en tant que témoin. Cependant, l'accusation nie l'existence de l'occultisme et affirme que le témoignage de Rokubei n'est pas recevable au tribunal. C'est ainsi que commence la lutte pour prouver l'innocence de Yabe.

## Fiche technique
- Titre : A Ghost of a Chance
- Titre original : ステキな金縛り (Suteki na kanashibari)
- Réalisation : Kōki Mitani
- Scénario : Kōki Mitani
- Musique : Kiyoko Ogino
- Photographie : Hideo Yamamoto
- Montage : Sōichi Ueno
- Production : Kuga Maeda, Ken Tsuchiya et Kazutoshi Wadakura
- Société de production : Cine Bazar, Fuji Television Network et Tōhō
- Pays :  Japon
- Genre : Comédie et fantastique
- Durée : 142 minutes
- Dates de sortie : 
  -  Japon : 29 octobre 2011

## Distribution
- Eri Fukatsu : Emi Hosho, avocate
- Toshiyuki Nishida : Rokubei Sarashina, samouraï fantôme
- Hiroshi Abe : Yu Hayami, avocat
- Yūko Takeuchi : Fuko Yabe, victime / Fūko Hino, sœur de l'accusé
- Kiichi Nakai : Toru Osano procureur
- Tadanobu Asano : Kenichi Kido, historien
- Tsuyoshi Kusanagi : Teruo Hosho, père d'Emi
- Fumiyo Kohinata : Jōji Danda
- Zen Kajihara : Isetani
- Kan : Goro Yabe
- Ryōko Shinohara : la call girl
- Burney : le serveur
- Toshiaki Karasawa
- Takashi Kobayashi
- Kōichi Satō
- Keiko Toda

## Distinctions
Le film a été nommé pour fix Japan Academy Prizes.

## Box-office
Le film a eu un gros succès au box-office japonais, rapportant 54 millions de dollars.